# Brygophis coulangesi
Brygophis coulangesi är en ormart som beskrevs av Domergue 1988. Brygophis coulangesi är ensam i släktet Brygophis som ingår i familjen snokar.
Inga underarter finns listade.
Arten förekommer i två mindre områden på östra respektive norra Madagaskar. Den lever i regioner mellan 900 och 1200 meter över havet. I varje område hittades fram till 2012 en enda individ. Habitatet utgörs av ursprungliga fuktiga skogar. Brygophis coulangesi klättrar i träd och den har groddjur samt troligen andra små ryggradsdjur som föda.
Den första individen var en hona med en längd av 97 cm, inklusive en 23 cm lång svans. Senare hittades en ung hane med en längd av 42 cm, inklusive en 9 cm lång svans. I överkäken finns två hörntänder med fåror och ytterligare 8 till 10 tänder. Underkäkens 15 till 16 tänder har alla liknande utseende. Brygophis coulangesi har en röd-orange färg med glest fördelade svartaktiga punkter. Undersidan är lite ljusare och på strupen förekommer inslag av brun. Påfallande är artens röda regnbågshinna.
Ifall arten är begränsad till ursprungliga skogar så hotas beståndet av intensivt skogsbruk och skogens omvandling till jordbruksmark. Arten förekommer kanske i hela regionen mellan de två fyndplatserna. IUCN kategoriserar arten globalt som sårbar.